# Neolitsea hiiranensis
Neolitsea hiiranensis är en lagerväxtart som beskrevs av Tang S. Liu & J.C. Liao. Neolitsea hiiranensis ingår i släktet Neolitsea och familjen lagerväxter. Inga underarter finns listade i Catalogue of Life.